# Washington Open 1973
Il Washington Open 1973, noto anche come Washington Star International per motivi di sponsorizzazione, è stato un torneo di tennis giocato sulla terra verde. È stata la 5ª edizione del torneo e faceva parte del Commercial Union Assurance Grand Prix 1973. Si è giocato a Washington negli Stati Uniti dal 23 al 29 luglio 1973.

## Campioni

### Singolare maschile
Arthur Ashe ha battuto in finale  Tom Okker con il punteggio di 6–4, 6–2

### Doppio maschile
Ross Case /  Geoff Masters hanno battuto in finale  Dick Crealy /  Andrew Pattison con il punteggio di 2–6, 6–1, 6–4